# Ерзінджанське перемир’я
Ерзінджанське перемир'я — договір про призупинення військових дій під час Першої світової війни, підписаний Османською імперією та Закавказьким комісаріатом в місті Ерзінджан 18 грудня 1917 року (5 грудня за старим стилем). Завдяки перемир'ю на Кавказькому та Перському фронтах встановився тимчасовий мир. 12 лютого бої поновилися.
На той час, статус Закавказького комісаріату був невизначений: Османи визнавали його незалежною одиницею, правонаступником Російської імперії, в той час як керманичі Комісаріату позиціонували свою країну, як складову частину Російської Республіки. Османська імперія вже підписала договір про перемир'я у Брест-Литовську(підписаний 15 грудня). Договір стосувався перемир'я на Кавказькому та Перському фронтах. Після отримання пропозиції про припинення вогню від Мехмета Вехіпа-паші, командира третьої османської армії, Комісаріат призначив командира російського кавказького фронту, генерала Пржевальского, своїм офіційним представником на переговорах з османськими візаві. Результатом переговорів стало Ерзінджанське перемир'я, після підписання якого, російські війська почали відступати з території Комісаріату, залишивши його абсолютно незахищеним.
Додаток до договору про перемир'я був підписаний в той же день. За ним обидвома сторонами узгоджувались зони окупації. 12 лютого Османи почали просуватись вздовж усієї лінії, звинувативши Вірмен у різанині мусульман біля османського кордону 15-16 січня. 24 лютого договір про перемир'я у Брест-Литовську був порушений Німеччиною і став де-факто не дійсним. З підписанням Берестейського миру з РРФСР 3 березня 1918 року та Батумської угоди з державами правонаступницями Закавказького Комісаріату, обидва договори були відмінені.